# Pinos (San Emiliano)
Pinos (Pinus en el leonés de la zona) de Babia es una pequeña localidad leonesa perteneciente al Ayuntamiento de San Emiliano en la provincia de León de Castilla y León, España.

## Historia

### Siglo XIX
Así se describe a Pinos en la página 40 del tomo xiii del Diccionario geográfico-estadístico-histórico de España y sus posesiones de Ultramar, obra impulsada por Pascual Madoz a mediados del siglo XIX:

PINOS

Lugar en la provincia de León, partido judicial de Murias de Paredes, diócesis de Oviedo, audiencia territorial y capitanía general de Valladolid, ayuntamiento de La Majúa.
Situado en los confines septentrionales de la provincia de León con la de Oviedo, a la falda del puerto de la Cubilla; su clima es frío, pero sano.
Tiene 16 casas, escuela de primeras letras por temporada, iglesia parroquial (San Pelayo), servida por un cura de ingreso y patronato real, y buenas aguas potables.
Confina con términos de Sena, Babia de Abajo y abadía de Arbás.
El terreno es de mediana calidad y le fertilizan las aguas de un arroyo que baja del mencionado puerto de la Cubilla.
Los caminos dirigen a los pueblos limítrofes y a Asturias.
Producciones: granos, lino, legumbres y pastos; cría ganados y caza mayor y menor.
Población: 16 vecinos, 60 almas.

Contribución: con el ayuntamiento.

## Patrimonio cultural
Sus fiestas se celebran el 26 de junio. 

## Enlaces externos

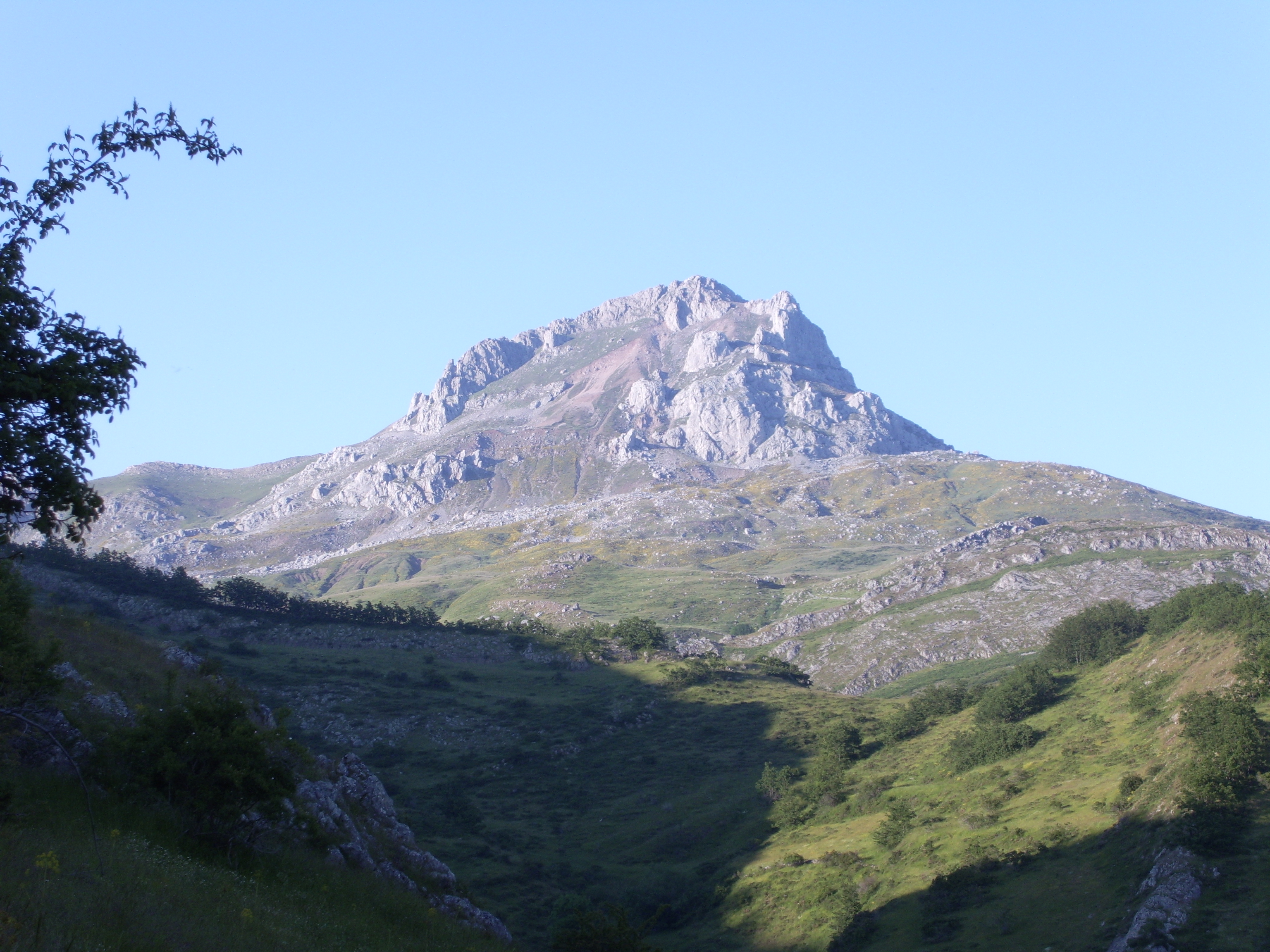
Peña Ubiña la pequeña (2.189 metros de altitud)